# 초조본 대보적경 권59
초조본 대보적경 권59(初雕本 大寶積經 卷五十九)은 서울특별시 용산구, 국립중앙박물관에 있는 고려시대의 목판본 불경이다. 
1988년 12월 28일 대한민국의 국보 제246호 초조본 대보적경 권제59(初雕本 大寶積經 卷第五十九)으로 지정되었다가, 2010년 8월 25일 현재의 명칭으로 변경되었다.

## 개요
대보적경은 대승불교의 여러 경전을 한데 묶어 정리한 것으로, 보살이 여러 가지 수행방법을 통해서 불법을 터득하고 깨달음을 얻어 마침내 부처가 되어야 함을 강조하고 있다.
이 책은 고려 현종 때(재위 1011∼1031) 부처님의 힘으로 거란의 침입을 극복하고자 만든 초조대장경 가운데 하나로, 당나라 보리유지(菩提流志) 등 17인이 번역한 120권 가운데 권 제59이다. 닥종이에 찍은 목판본으로 종이를 길게 이어붙여 두루마리처럼 말아서 보관할 수 있도록 되어 있으며, 세로 30cm, 가로 47cm의 종이를 23장 이어붙인 것이다.
초조대장경은 이후에 만들어진 해인사대장경(재조대장경 또는 고려대장경)과 비교해 볼 때 몇 가지 차이점이 있다. 목판의 새김이 정교한 반면에 해인사대장경과 글자수가 다르고 간행연도를 적은 기록은 없으며, 군데군데 피휘(避諱:문장에 선왕의 이름자가 나타나는 경우 공경과 삼가의 뜻으로 글자의 한 획을 생략하거나 뜻이 통하는 다른 글자가 대치하는 것)와 약자(略字)가 나타난다. 또 초조대장경은 책의 장수를 표시하는데 있어서 대체로 ‘장(丈)’자나 ‘폭(幅)’자를 쓰는 데 비해 해인사대장경은 ‘장(張)’자로 통일되어 있다.
이 책도 장수를 표시하는데 있어 ‘장(丈)’자를 사용하며, ‘경(竟)’자의 마지막 한 획이 생략되는 등 초조대장경의 특징이 나타나고 종이질과 인쇄상태로 볼 때 11세기경에 찍어낸 것으로 생각된다.

## 같이 보기
- 초조대장경
- 대보적경

## 참고 자료
- 초조본 대보적경 권59 - 국가유산청 국가유산포털